# باز-سنقر
باز-سنقرها (نام علمی: Polyboroides) نام یک سرده از تیره بازان است.

## گونه‌ها
- باز-سنقر آفریقایی (Scopoli, 1786)[۱] - Sub-Saharan Africa.
- باز-سنقر ماداگاسکاری Smith, 1829[۲] - Madagascar.